# Einzugsgebiet

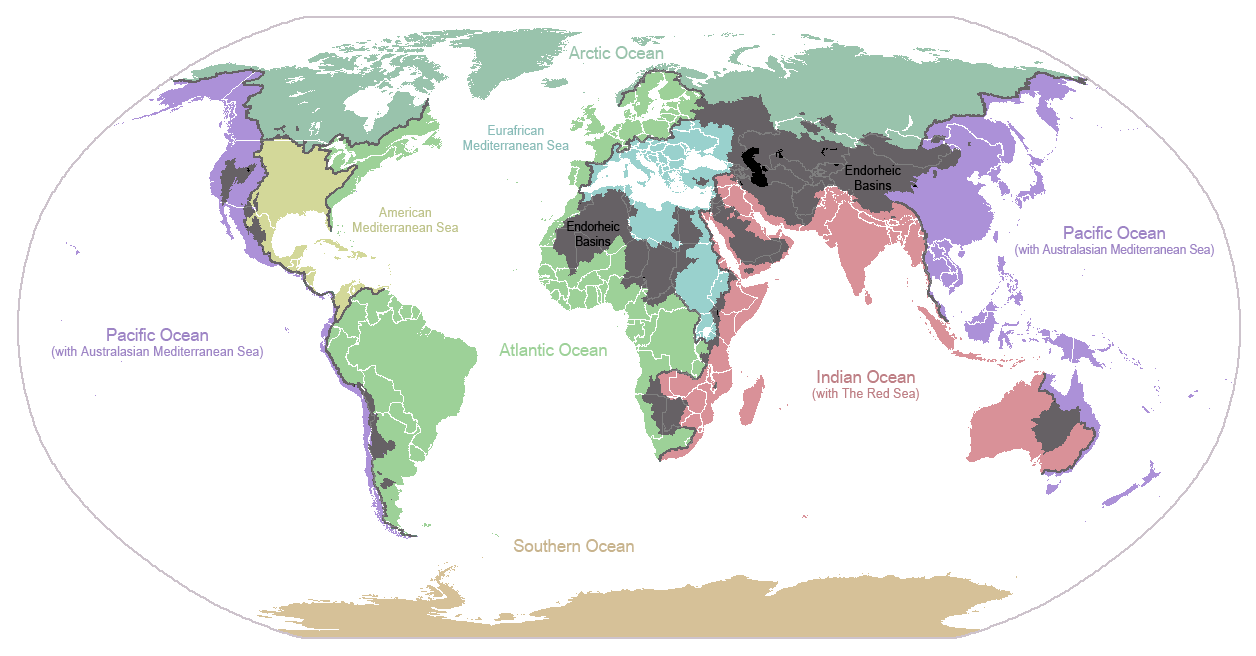
Haupteinzugsgebiete der Erde.
von endorheischen Becken eingenommene Gebiete
wassergefüllte Depressionen innerhalb der „endorheischen Zonen“

Das Einzugsgebiet (auch Entwässerungsgebiet, Abflussgebiet, im engeren Sinne Niederschlagsgebiet, bei Fließgewässern auch Flussgebiet, bei Strömen Stromgebiet) ist das Gebiet bzw. die Fläche, aus der ein Gewässersystem seinen Abfluss bezieht, also das Areal innerhalb der Wasserscheiden des Gewässers.
Es ist grundsätzlich zu unterscheiden zwischen dem oberirdischen und dem unterirdischen Einzugsgebiet. Das oberirdische Einzugsgebiet kann in der Regel schnell durch die Topographie des Geländes (Orographie) ermittelt werden. Davon abweichende unterirdische Einzugsgebiete durch Grundwasserströme zu ermitteln, ist aufwendig, weshalb dies für die meisten Gewässer nicht geschehen ist. Außerdem wird das Einzugsgebiet vielfach durch technische Eingriffe (Schifffahrtskanäle, Wasserkraft und Trinkwasserversorgung) beeinflusst.

## Definitionen
Das Einzugsgebiet (engl. drainage basin, drainage area, catchment area, river basin) ist ein „Gebiet mit einem gemeinsamen Ausfluss für Oberflächenabfluss“, einschließlich des Grundwassers. Der Ausfluss des Entwässerungsgebietes ist dessen Vorfluter. Die Umrahmung eines Einzugsgebietes ist die Wasserscheide, sodass sich das Einzugsgebiet auch definieren lässt als „Areal, das – mit Ausnahme eines Punktes – vollständig von Wasserscheiden umgrenzt ist“. Die auf die Ebene projizierte Fläche des Einzugsgebietes heißt Einzugsgebietsfläche.
Das Gebiet wird vor allem durch die topographischen und geologischen Verhältnisse bestimmt. Die Wasserbilanz eines Einzugsgebiets schließt ober- und unterirdische Abflüsse ein. Letztere können jedoch auch in ein anderes Tal gelangen und damit dem Grundwasser eines anderen oberirdischen Einzugsgebietes zuströmen. In diesem Fall stimmen oberirdisches und unterirdisches Einzugsgebiet nicht überein.
Einzugsgebiete beziehen sich immer auf einen bestimmten Punkt, in der Regel einen Pegel (sollte keine Pegelstelle vorhanden sein, wird der Bezugspunkt dagegen Gebietsauslass genannt). Das Einzugsgebiet eines kleinen Fließgewässers bezieht sich somit meist auf den Punkt, an dem das Gewässer in ein Gewässer höherer Ordnung mündet.
Die Quell- und Einzugsgebiete von Bächen und kleineren Flüssen sind immer auch Teil eines größeren Einzugsgebietes – nämlich von jenem Gewässer, in das sie münden. Fließt ein Bach direkt ins Meer, gehört er zu dessen viel größerem Einzugsgebiet (siehe auch Ordnung der Gewässer, bzw. Nebenfluss). In höher gelegenen Gebieten eines Hochgebirges stellen hingegen die Kare und Gletscher den Beginn der Einzugsgebiete dar.
Das wirksame Einzugsgebiet ergibt sich aus dem natürlichen Einzugsgebiet unter Berücksichtigung der von Zu- und Ableitungen betroffenen Gebiete. Es wird insbesondere zur Berechnung der Abflussspenden benötigt, um deren Vergleichbarkeit zu gewährleisten.

## Beispiele

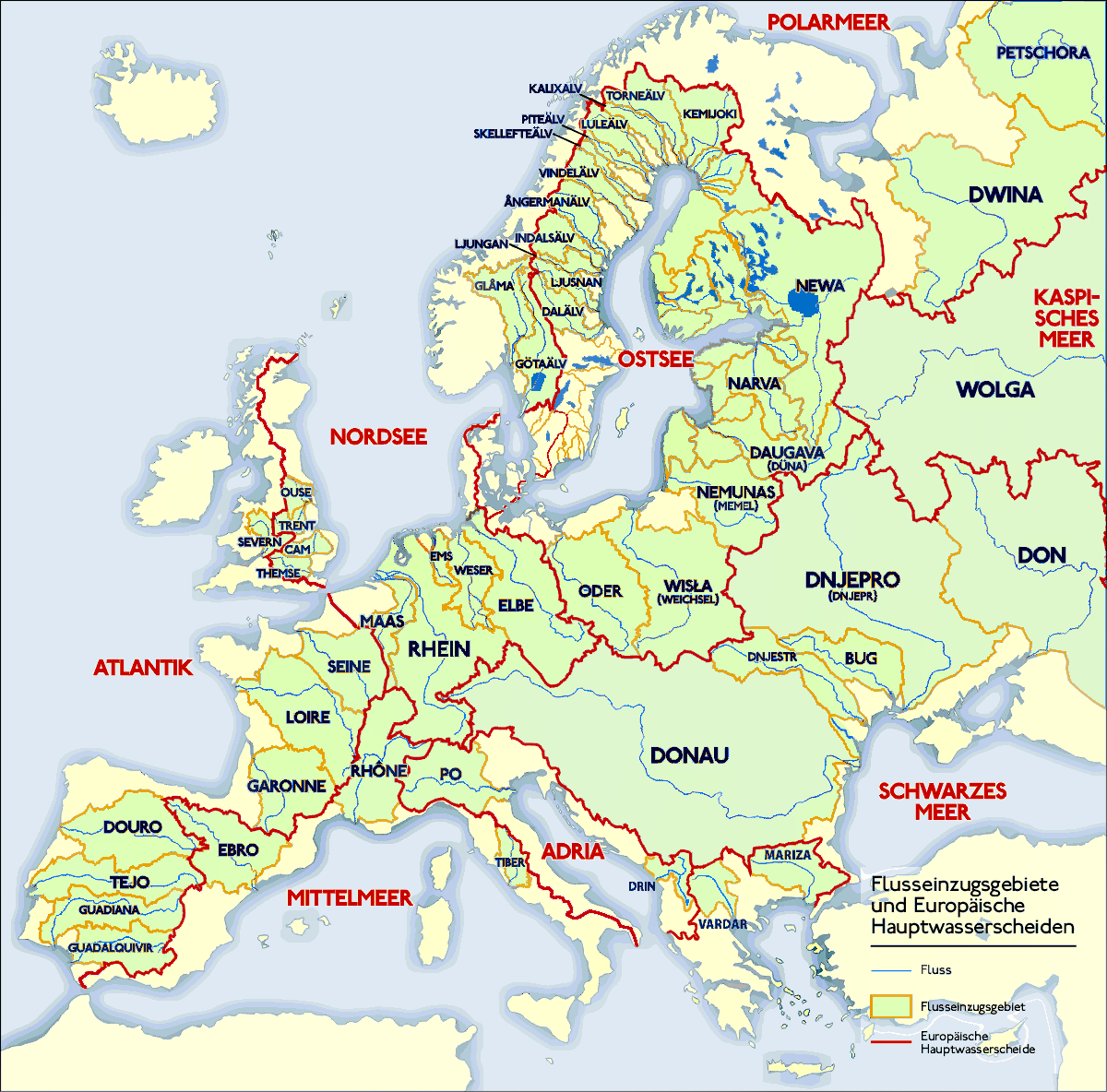
Europäische Flusseinzugsgebiete und Hauptwasserscheiden

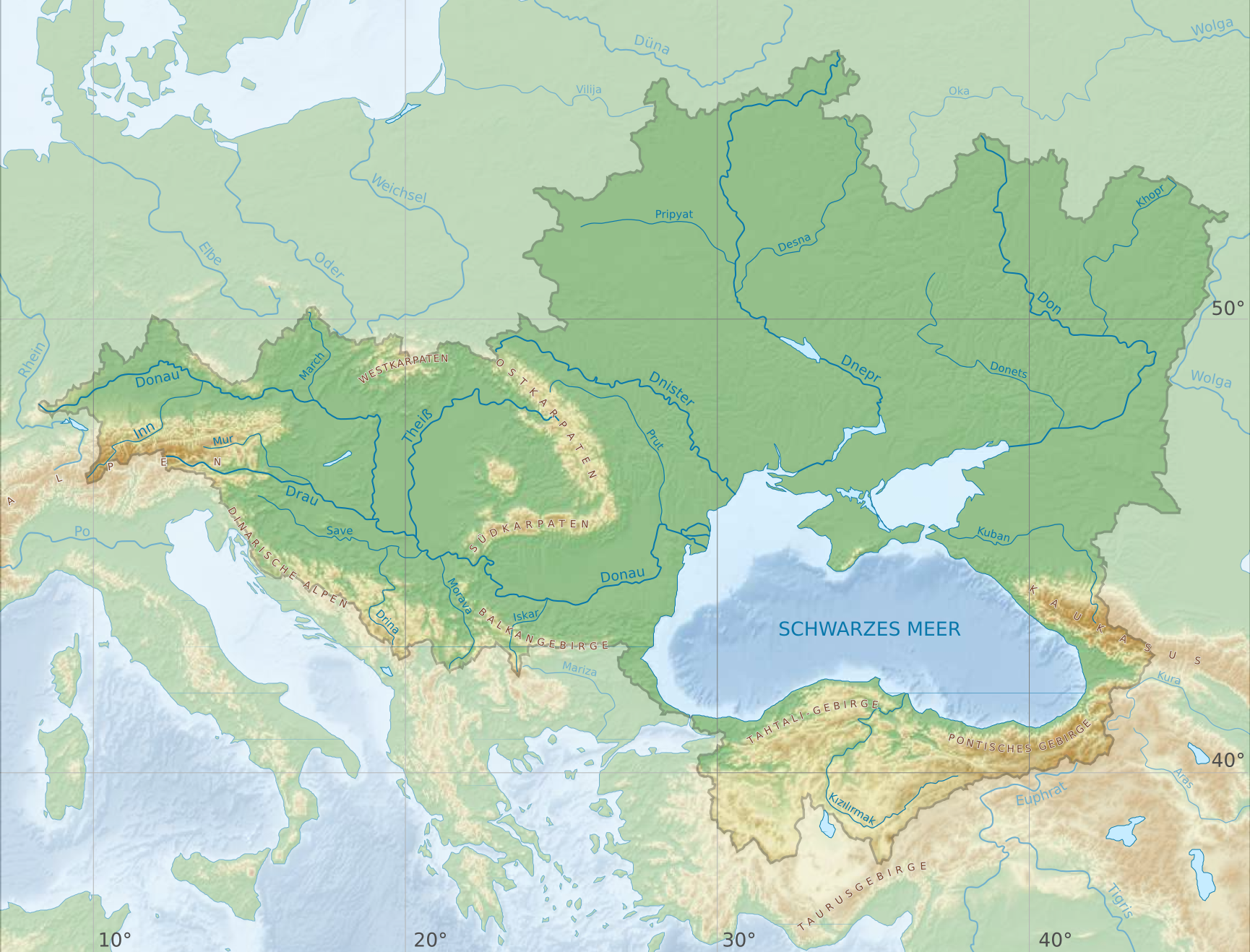
Einzugsgebiet des Schwarzen Meeres

### Harz und Elbe
Im Sinne der Gewässer-Hierarchie hat beispielsweise im Mittelgebirge des Harzes jeder Quellfluss der Bode ein bestimmtes Einzugsgebiet, das Bestandteil des Einzugsgebietes der Bode ist. Deren Sammelbecken ist wiederum ein Teil des Einzugsgebietes der Saale, jenes der Saale gehört zum Einzugsgebiet der Elbe. Letzteres beträgt bereits 148.000 km² und speist sich aus einigen tausend Quellbächen. Jenes der Wolga ist allerdings neunmal größer und umfasst 13 % der Fläche Europas.

### Donau/Rhein
Die Donau hat einen Einzugsbereich von 817.000 km², mehr als das Vierfache desjenigen des Rheins (185.000 km²). Im Schwarzwald bahnt sich jedoch ein Abtausch von etwa 2000 km² an: der steile Oberlauf der Wutach, die vor etwa 50.000 Jahren noch zur Donau floss, erodiert rückwärts zu den Donauquellen, und von Norden her tun die Quellflüsse des Neckars ähnliches.
Durch den künstlich angelegten Altmühlüberleiter wird Wasser aus dem Einzugsgebiet der Donau in das Einzugsgebiet des Rheins übergeleitet. Eine weitere – allerdings verborgene – Besonderheit findet sich im Bereich der so genannten Donauversickerung. Dort fließt ein erheblicher Teil des Donauwassers unterirdisch dem Bodensee und damit dem Rhein zu und überwindet somit auch die Europäische Wasserscheide.
In der Silvretta werden mehrere Zuflüsse von Rosanna und Trisanna gefasst und über die Europäische Wasserscheide hinweg in den Silvretta-Stausee bzw. den Speicher Kops abgeleitet und dadurch der Ill zugeführt. Das wirksame Einzugsgebiet der Sanna (und in weiterer Folge von Inn und Donau) wird dadurch um 164 km² verringert, jenes der Ill und damit des Rheins um denselben Betrag vergrößert.

### Memel
Das Memel-Becken hat ein Einzugsgebiet von 97.928 km² und liegt zu 46,4 % in Belarus und zu 47,7 % in Litauen. Die östliche und südöstliche Grenze des Memel-Beckens zum Dnepr-Becken ist ein Abschnitt der europäischen Hauptwasserscheide zwischen Ostsee und Schwarzem Meer.

### Weichsel
Das Weichsel-Becken hat ein Einzugsgebiet von 194.424 km². Davon liegen 89 % in Polen, das entspricht 168.699 km². Die östliche, südöstliche und südliche Grenze des Weichsel-Beckens bilden einen weiteren Teil der europäischen Hauptwasserscheide.

### Schwarzes Meer
Auch Meere, bzw. Binnenmeere speisen sich aus einem oder mehreren Becken. Das Schwarze Meer bildet sich aus Donau-Becken, Dniester-Becken, des Dnepr-Beckens, des Don-Beckens, des Kuban-Becken und des Kızılırmak-Beckens.

## Wasserscheiden, Kanäle und Kraftwerke
Die Einzugsgebiete verschiedener, nicht ineinander mündender Gewässer sind durch Wasserscheiden getrennt, welche meistens entlang der Kammlinien des Geländes verlaufen. Mancherorts können diese aber durch geologische Besonderheiten deutlich vom Verlauf der Geländeoberfläche abweichen.
Im Flachland kann man für Zwecke der Schifffahrt die Einzugsgebietsgrenzen auch mit Hilfe von Kanälen überwinden, wobei man wegen der Höhenunterschiede in der Regel nicht ohne Schleusen oder Schiffshebewerke auskommt. Aufgrund derartiger Bauwerke gibt es auch Kanalsysteme, die große Höhendifferenzen überwinden, etwa den Rhein-Main-Donau-Kanal.
Während bei solchen Verkehrswegen netto (durch Schleusung und Versickerung) nur wenig Wassertausch stattfindet, ist er bei vielen Projekten im Gebirge das Hauptanliegen. Solche Überleitungen finden bei Speicherkraftwerken und für Zwecke der Wasserwirtschaft statt. Die oft steilen, natürlichen Grenzen der Einzugsgebiete können durch tunnelartige Stollen mit Pumpstationen überwunden werden, doch auch mit freiliegenden Wasserleitung (z. B. römische Aquädukte). Lokal begrenzte Höhenunterschiede und Talquerungen lassen sich mit Dükern bewältigen.